# Pseudischnocampa fulvonebulosa
Pseudischnocampa fulvonebulosa là một loài bướm đêm thuộc phân họ Arctiinae, họ Erebidae.